# Dipturus lanceorostratus
Dipturus lanceorostratus és una espècie de peix de la família dels raids i de l'ordre dels raïformes.

## Morfologia
- Els mascles poden assolir 82 cm de longitud total.[1][2]

## Reproducció
És ovípar i els ous tenen com unes banyes a la closca.

## Hàbitat
És un peix d'aigües profundes que viu entre 430–439 m de fondària.

## Distribució geogràfica
Es troba a l'oceà Índic occidental: desembocadura del riu Limpopo (Moçambic).

## Observacions
És inofensiu per als humans.